# 建部賢弘賞
建部賢弘賞（たけべかたひろしょう）は、日本数学会から贈られる数学の賞である。
日本数学会の法人設立50年である1996年に創設された。和算家建部賢弘が名称につけられている。
1999年度より建部賢弘特別賞と建部賢弘奨励賞が授与されている。原則、特別賞は優秀な業績を挙げた35歳以下の数学会員に授与され、奨励賞は将来性に溢れる研究を行なっている30歳以下の会員に授与される。

## 受賞者一覧
1996年度
- 泉正己: 作用素環論におけるsubfactorの分類とその応用
- 加藤毅: Novikov 予想
- 木村正人: 移動境界問題の解析
- 佐伯修: 微分可能写像の大域的特異点理論
- 並河良典: カラビ--ヤウ多様体のモデュライの研究
- 松崎克彦: クライン群の複素解析的研究
- 三町勝久: 量子群と超幾何函数
- 吉岡康太: 代数曲面の安定ベクトル束のモデュライの研究
- 吉川克之: 4次元球面内の曲面の研究

1997年度
- 足立匡義: シュタルク効果を伴う多体問題の散乱理論の研究
- 小野薫: Arnold 予想の研究
- 川向洋之: パンルヴェ IV型方程式の多変数化
- 熊谷隆: フラクタル上の確率過程の研究
- 小林俊行: 等質空間の調和解析の研究
- 谷川晴美: Riemann 面の複素構造と射影構造の変形についての研究
- 谷山公規: 結び目理論及び空間グラフ理論の研究
- 濱名裕治: ランダム・ウオークの多重点の個数に関する研究
- 吉川謙一: Quillen metric の研究

1998年度
- 井関裕靖: 平坦共形構造の幾何学
- 小木曽啓示: カラビ・ヤウ多様体の研究
- 隠居良行: 熱対流方程式系の解析
- 島田伊知朗: 開代数多様体の基本群の研究
- 関口英子: ペンローズ変換（英語版）に伴う微分方程式の表現論的研究
- 高山茂晴: 擬凸多様体上の随伴束の研究
- 辻雄: p進ホッジ理論に於ける比較定理
- 新居俊作: 力学系の位相的手法による研究
- 松本眞: 数論・トポロジー・応用数学における横断的研究
- 水町徹: 退化キルヒホフ型方程式の解の構造

1999年度
- 特別賞
  - 平地健吾: 強擬凸領域における再生核の特異性の研究
- 奨励賞
  - 小櫃邦夫: Zograf-Takhtajan 計量の研究
  - 坂井秀隆: Painleve 方程式の幾何学的理論
  - 下川航也: 結び目および３次元多様体に関する曲面を用いた研究
  - 中西賢次: 非線形波動方程式の散乱理論の研究
  - 山崎愛一: 多元環の整数論

2000年度
- 特別賞
  - 後藤竜司: ハイパーケーラー多様体に関する研究
- 奨励賞
  - 伊師英之: 等質錘および等質ジーゲル領域上の解析学
  - 坂上貴之: ３次元渦運動に現れる特異点の数値的研究
  - 角大輝: 正則写像半群の力学系の研究
  - 森藤孝之: 写像類群の２次特性類に関する研究

2001年度
- 特別賞
  - 伊藤由佳理: Crepant resolution と McKay 対応
  - 柿沢佳秀: 時系列解析における統計的推測の漸近理論
  - 高岡秀夫: 高・低周波数法による非線型分散型方程式
  - 日野正訓: 無限次元空間における確率解析
- 奨励賞
  - 伊山修: 整環の表現論
  - 牛島顕: 双曲多様体の標準的分割
  - 河原林健一: グラフ理論における閉道・染色数など
  - 佐藤周友: 数体上の多様体のサイクル写像

2002年度
- 特別賞
  - 小澤登高: 作用素空間論のC*環論への応用
  - 久保英夫: 高次元半線型波動方程式の解の漸近挙動の研究
  - 志甫淳: クリスタル基本群の研究
- 奨励賞
  - 市原一裕: ３次元多様体のデーン手術と本質的曲面の研究
  - 奥山裕介: 無理的中立周期系の複素力学系の研究
  - 小林真一: 超特異還元をもつ楕円曲線の岩沢理論
  - 佐藤進: 曲面結び目の射影図に関する研究
  - 田中仁: 掛谷の極大関数の重み付き評価に関する研究
  - 深谷太香子: K2 Coleman巾級数とその応用について

2003年度
- 特別賞
  - 伊藤稔: Capelli型恒等式の研究
  - 志摩亜希子: 射影図とクワンドル・コホモロジーを用いた曲面結び目の研究
  - 藤野修: 対数的アバンダンスとその応用
- 奨励賞
  - 井上玲: 代数解析的手法による離散可積分系の研究
  - 川村友美: 結び目解消数の４次元的評価とディバイド結び目の研究
  - 坂内健一: p-進ポリログの研究
  - 福泉麗佳: 非線型分散型方程式の孤立波解の安定性・不安定性とその漸近解析
  - 梁淞: 大偏差原理（英語版）の精密評価

2004年度
- 特別賞
  - 荒川知幸: Frenkel-Kac-Wakimoto 予想の解決
  - 石田政司: 安定ホモトピー Seiberg-Witten 不変量の4次元多様体の幾何への応用
  - 谷内靖: 流体力学の基礎方程式の解析
- 奨励賞
  - 黒田茂: 不変式環の組合せ論的研究
  - 砂川秀明: 非線型 Klein-Gordon 方程式系の解の漸近挙動の研究
  - 高橋亮: Cohen-Macaulay 環のホモロジー代数的研究
  - 中村拓司: 正結び目の性質と結び目の標準的曲面の研究
  - 古庄英和: p 進多重ゼータ値の研究
  - 保坂哲也: 無限 Coxeter 群と CAT(0) 空間の研究

2005年度
- 特別賞
  - 本多宣博: ツイスター空間と自己双対４次元多様体
  - 柳下浩紀: 非線形拡散方程式の解の挙動に関する研究
  - 山ノ井克俊: ネヴァンリンナーアルフォース理論の新展開
- 奨励賞
  - 伊藤哲史: 代数幾何学における数論的方法
  - 太田慎一: 距離空間上の幾何と解析
  - 高木俊輔: 正標数の手法による特異点の研究
  - 高橋雅朋: 微分方程式及び微分幾何学への特異点論の応用
  - 中島徹: 変分法による調和写像の特異点のまわりの漸近挙動の研究

2006年度
- 特別賞
  - 中村誠: 非線形双曲型偏微分方程式の初期値境界値問題の研究
- 奨励賞
  - 勝良健史: 位相力学系とC*-環
  - 佐治健太郎: フロントの幾何学と特異点の研究
  - 藤川英華: 無限次元タイヒミュラー空間（英語版）上に作用する擬等角写像類群の力学系
  - 吉野太郎: Lipsman予想の解決と非リーマン等質空間の不連続変換群論の研究
  - 依岡輝幸: 連続体の組合せ論的研究

2007年度
- 特別賞
  - 市野篤史: 保型形式の周期とL関数の特殊値
  - 川北真之: ３次元因子収縮写像の明示的研究
- 奨励賞
  - 緒方芳子: 作用素環による統計力学の研究
  - 甲斐千舟:	等質Siegel領域（英語版）および等質錐の幾何学
  - 逆井卓也: 写像類群および曲面のホモロジー同境群の研究
  - 瀬片純市: 高階非線形分散型微分方程式の解の漸近挙動の研究

2008年度
- 特別賞
  - 加藤淳: 調和写像分散流の初期値問題の適切性の研究
  - 川口周: 標準的高さの理論
  - 矢野孝次: Excursion測度と極限定理への応用
- 奨励賞
  - 戸松玲治: 作用素環的量子群の研究
  - 冨田直人: モジュレーション空間（英語版）に関する基礎研究
  - 前川泰則: 渦度方程式（英語版）の数学解析
  - 村井聡: ジェネリックイニシャルイデアルと単項式イデアルの有限自由分解の研究

2009年度
- 特別賞
  - 入谷寛: Gromov-Witten不変量に関する研究
  - 下村明洋: 非線形分散型方程式の散乱理論
  - 福島竜輝: ランダム媒質中のブラウン運動の解析
- 奨励賞
  - 岸本展: 非線形分散型方程式の一意可解性と函数空間
  - 佐々木浩宣: ポテンシャル付非線型分散型方程式の逆散乱問題の研究
  - 澤野嘉宏: 実関数論的な手法による関数空間の研究
  - 田中心: 曲面結び目と曲面ブレイドに関する研究
  - 三浦英之: 流体力学に現れる非線形偏微分方程式（英語版）の数理解析
  - 安井弘一: 4次元多様体のハンドル分解に関する研究

2010年度
- 特別賞
  - 小林健太: 精度保証計算の流体力学への応用
  - 高橋篤史: 特異点理論におけるミラー対称性の研究
  - 宮本安人: 反応拡散方程式系とその定常問題のパターン解析とホットスポット予想
- 奨励賞
  - 佐々田槙子: 非勾配型の系に対する流体力学極限
  - 中岡宏行: 代数諸分野への圏論的手法の応用
  - 深澤正彰:	確率過程の漸近解析とそのファイナンスへの応用

2011年度
- 特別賞
  - 阿部知行: 数論的D加群の研究と数論幾何学への応用
  - 加藤周: エキゾティクDeligne-Langlands対応の研究
  - 桒田和正: 拡散過程のカップリングに基づく幾何解析
- 奨励賞
  - 今井直毅: 局所的な手法によるGalois表現の研究
  - 梶野直孝: フラクタル上の熱核の漸近挙動の研究
  - 久野雄介:	リーマン面の位相幾何学の研究
  - 權業善範:	極小モデル理論とアバンダンス予想の研究
  - 三竹大寿: ハミルトン・ヤコビ方程式の解の長時間漸近挙動の研究

2012年度
- 特別賞
  - 緒方芳子: 非平衡量子統計力学と作用素環
  - 米田剛: 微分方程式に対する実解析的手法
- 奨励賞
  - 佐藤康彦: C*環の自己同型の研究
  - 白石大典: ランダムウォークの交叉に関する研究とその応用
  - 高田了: 流体力学に現れる基礎方程式の数理解析
  - 東谷章弘: 整凸多面体の組合せ論的および代数的研究
  - 馬昭平: K3曲面のモジュライ空間の研究

2013年度
- 特別賞
  - 長尾健太郎: Donaldson-Thomas理論と団代数
  - ブノワ・コリンズ: 自由確率論とその応用
  - 安田健彦: モチーフ積分と特異点に関する研究
- 奨励賞
  - 小関健太:	グラフのハミルトン性に関する研究
  - 糟谷久矢:	可解多様体のトポロジーと幾何
  - 金子元: 代数的数のディオファントス近似とEmile Borelの予想
  - 田中公: 正標数における極小モデル理論
  - 谷本溶: 作用素環的方法による2次元場の量子論の研究
  - 浜向直: ハミルトン・ヤコビ方程式の数学解析と結晶成長への応用

2014年度
- 特別賞
  - 薄葉季路: Pκλ組合せ論を中心とする集合論の研究とその応用
  - 塚本真輝: 無限次元モジュライ空間の平均次元
  - Neal Bez: 調和解析および偏微分方程式論に現れる様々な不等式に関する研究
- 奨励賞
  - 田神慶士: 正絡み目判定問題とコバノフ型の絡み目不変量に関する研究
  - 疋田辰之: 対角余不変式環の組み合わせ論への新アプローチ
  - 大久保俊:	剰余体が非完全な局所体のp進ガロア表現の研究
  - 猪奥倫左:	対数型特異性にかかわる偏微分方程式の調和解析的研究
  - 中島誠: ランダム環境中の分枝ランダムウォークの研究

2015年度
- 特別賞
  - 小野寺有紹: 発展方程式的アプローチによる楕円型方程式の解の形状の研究
  - 本多正平: リーマン多様体の極限空間上の幾何解析
  - 山名俊介:	保型L函数とテータ対応
- 奨励賞
  - 池田正弘:	非線形分散型波動方程式に対する解の漸近挙動に関する研究
  - 牛越恵理佳: ストークス方程式のアダマール変分公式
  - 側島基宏:	非有界な係数をもつ２階楕円型作用素の研究
  - 森本和輝:	保型形式の周期とＬ函数の特殊値

2016年度
- 特別賞
  - 生駒典久: 変分的及び非変分的アプローチによる非線形楕円型方程式の研究
  - 野坂武史:	カンドルの代数トポロジーと低次元多様体
  - 山下真: 量子群の作用素環論的研究
- 奨励賞
  - 阿部健: 最大値ノルムによるナヴィエ・ストークス方程式の解析
  - 阿部圭宏: グラフ上のランダムウォークの被覆時間及び局所時間の精密な評価
  - 大場貴裕: 接触多様体とそのStein充填に関する研究
  - 神田遼: グロタンディーク圏のアトム・スペクトラム
  - 北別府悠: リッチ曲率が下から押さえられた空間の幾何学
  - 若杉勇太:	消散型波動方程式の解の漸近挙動に関する研究

2017年度
- 特別賞
  - 岩渕司: 非線形発展方程式の適切性の実解析的研究
  - 奥田隆幸:	不連続群と等質空間の組合せ論
  - 楠岡誠一郎: 確率解析に基づく基本解の研究の新展開
  - 水谷治哉:	シュレディンガー方程式に対するストリッカーツ評価
- 奨励賞
  - 荒野悠輝:	作用素環的量子群の研究
  - 石田祥子:	準線形退化型ケラー・シーゲル系の研究
  - 金光秋博:	ファノ多様体に関するカンパナ・ペターネル予想と向井の問題への貢献
  - 佐野昂迪:	同変玉河数予想とオイラー系、特にRubin-Stark元に関する研究
  - 星野壮登:	非適切な確率偏微分方程式の研究
  - 三浦達哉:	曲げ、付着、張力エネルギーの形状に及ぼす効果の数学解析

2018年度
- 特別賞
  - Johannes Jaerisch: エルゴード理論の研究およびその様々な分野への応用
  - 藤嶋陽平:	半線形熱方程式の解の爆発集合に関する研究
  - 前田昌也:	非線形シュレディンガー方程式に対するソリトン解の漸近安定性
  - 渡邉究: ネフ接束をもつファノ多様体に関するカンパナ・ペターネル予想の研究
- 奨励賞
  - 跡部発: 保型表現及びテータ対応についての研究
  - 大森源城:	曲面の写像類群とその部分群の群構造
  - 小池貴之:	複素部分多様体近傍の函数論的研究とその幾何学への応用
  - 高橋仁: 放物型方程式における動的特異点の解析
  - 中島秀太:	最速浸透問題の研究
  - 中村勇哉:	極小対数的食い違い係数と有限体上の極小モデル理論の研究

2019年度
- 特別賞
  - 大川新之介: 非可換代数幾何学の研究
  - 高棹圭介:	体積保存平均曲率流の弱解の研究
  - 早野健太:	曲面の写像類群による4次元多様体上の可微分写像の研究
  - 久本智之:	偏極多様体の安定性, および特殊ケーラー計量の存在に関する研究
- 奨励賞
  - 大井雅雄:	古典群の局所Langlands対応の明示的記述および深度保存則
  - 鈴木悠平:	位相力学系に由来する作用素環の研究
  - 舘山翔太:	完全非線形偏微分方程式（英語版）のLp-粘性解の定性的性質の研究
  - 鶴見裕之:	Navier-Stokes方程式のBesov空間（英語版）における適切・非適切性
  - 橋詰健太:	極小モデル理論への新しいアプローチ

2020年度
- 特別賞
  - 齋藤平和: 流体力学に現れる自由境界問題の数学解析
  - 松村慎一:	消滅定理の複素解析的研究およびその幾何学への応用
  - 松本雄也:	混標数および正標数のK3曲面の研究
- 奨励賞
  - 日下部佑太: 岡多様体および楕円性に関する研究
  - 窪田陽介:	作用素環のK理論の幾何学的応用
  - 櫻井陽平:	境界つきリーマン多様体の比較幾何と幾何解析
  - 竹内大智:	ℓ進層のイプシロン因子の研究
  - 中村昌平:	調和解析における不等式の種々の未解決問題への応用
  - 橋詰雅斗:	非コンパクト変分問題のコンパクト性喪失現象の研究

2021年度
- 特別賞
  - 大島芳樹:	半単純リー群の表現の解析的研究
  - Jean-Stefan Koskivirta: 志村多様体の幾何と法p保型形式の研究
  - 藤田健人: ファノ多様体のK安定性についての研究
  - 三浦達彦:	曲がった薄膜領域での発展方程式の数学解析
- 奨励賞
  - 伊藤和広: p進体上の代数多様体のコホモロジーと代数的サイクル
  - 佐野めぐみ: 関数不等式に付随する変分問題と新規スケール不変性の開拓
  - 鈴木雄太: 加法的整数論（英語版）への寄与
  - 髙松哲平:	数論幾何における有限性と還元
  - 林雅行: 微分型非線形シュレディンガー方程式の孤立波の研究
  - 山下真由子: 指数定理と非可換幾何学

2022年度
- 特別賞
  - 岩木耕平: 完全WKB解析, クラスター代数, パンルヴェ方程式および位相的漸化式（英語版）の研究
  - 藤原和将:	非線型分散方程式の調和解析的研究
  - 松井紘樹:	三角幾何学とその可換環論および代数幾何学への応用
  - 松澤陽介: ディオファントス幾何と数論力学系
- 奨励賞
  - 数川大輔:	測度の集中現象に基づいた測度距離空間の収束理論
  - 金城翼: コホモロジー的Donaldson-Thomas不変量の研究
  - 勝呂剛志:	非局所的非線形偏微分方程式（英語版）のエントロピー汎関数と一様局所空間における特異極限
  - 難波隆弥:	ベキ零被覆グラフ上のランダムウォークの極限定理に関する研究
  - 森迪也: 作用素環論における保存問題の研究
  - 吉川翔: 偏極自己準同型を持つ代数多様体と混標数の極小モデル理論の研究

2023年度
- 特別賞
  - 越川皓永: 数論幾何学におけるコホモロジーの研究
  - 谷口晃一:	べゾフ空間上の作用素解析
  - 角田謙吉:	格子気体の流体力学極限および大偏差原理の研究
- 奨励賞
  - 河上龍郎: 正標数の代数多様体
  - 坪内俊太郎: 摂動特異楕円型方程式に対する正則性理論
  - 濵口雄史: 確率ヴォルテラ積分方程式および関連した確率制御問題の研究
  - 松坂俊輝:	調和マース形式，モックモジュラー形式に関連する数論の研究
  - 村山拓也:	小松・レヴナー発展の研究